# ألفارو سولير
ألفارو سولير (بالإسبانية: Álvaro Soler؛ بالألمانية: Álvaro Soler) هو مغني وكاتب أغاني إسباني وألماني، ولد في 9 يناير 1991 في سانت كوجات ديل فاليس في إسبانيا.

## وصلات خارجية
- الموقع الرسمي
- ألفارو سولير على موقع IMDb (الإنجليزية)
- ألفارو سولير على موقع ميوزك برينز (الإنجليزية)
- ألفارو سولير على موقع أول ميوزيك (الإنجليزية)
- ألفارو سولير على موقع ديسكوغز (الإنجليزية)